# Савич, Игор (футболист, 1997)
Игор Савич (серб. Игор Савић; 31 января 1997, Чачак, Союзная Республика Югославия) — сербский футболист, нападающий.

## Клубная карьера
Савич с 6 лет начал заниматься футболом в юношеской команде «Бораца» из его родного города, Чачак. 9 декабря 2012 года Игор подписал ученический контракт.
13 сентября 2015 года нападающий дебютировал в Суперлиге Сербии, выйдя на замену во встрече с «Нови Пазаром». 5 августа 2017 Савич отметился первым забитым мячом, открыв счёт в игре с «Вождовацем». Всего в Суперлиге Сербии сыграл 17 матчей (1 гол) за «Борац» в 2015—2017 годах, а также 3 матча за «Младост» (Лучани) весной 2018 года.
С лета 2018 года играл в первой лиге Сербии за «Металац» (Горни-Милановац), а затем за свой первый клуб «Борац». В начале 2021 года перешёл в «Траял» (Крушевац), с которым по итогам сезона 2020/21 вылетел в третий дивизион, а год спустя вернулся обратно.

## Карьера в сборной
Игор вызывался для участия в матчах юношеских сборных Сербии.